# نجع الحاج سلام
قرية نجع الحاج سلام هي إحدى القرى التابعة لمركز فرشوط في محافظة قنا في جمهورية مصر العربية. حسب إحصاءات سنة 2006، بلغ إجمالي السكان في نجع الحاج سلام 7542 نسمة، منهم 3756 رجل و3786 امرأة.